# Moralische Panik
Moralische Panik (aus englisch moral panic) bezeichnet ein Phänomen, bei dem eine soziale Gruppe oder Kategorie aufgrund ihres Verhaltens von der breiten Öffentlichkeit als Gefahr für die moralische Ordnung der Gesellschaft gekennzeichnet wird. Ziel des öffentlichen Aufruhrs ist die Unterbindung des als Bedrohung empfundenen Verhaltens auf langfristige Sicht. Die dabei entstehende öffentliche Dynamik wird durch eine sensationsfokussierte Medienberichterstattung und privat organisierte Initiativen begleitet. Häufig handelt es sich dabei um Problematiken wie Kindesmissbrauch, Drogenmissbrauch oder Jugendkriminalität. Letztendlich führt die moralische Panik zu einer Verstärkung der sozialen Kontrolle und der Verringerung der Wahrscheinlichkeit für einen normativen Wertewandel. Der Begriff ist von dem der Massenhysterie abzugrenzen, die nicht der sozialen Kontrolle gilt.

## Geschichte und Bedeutung
Auf das Phänomen moral panic wurde erstmals durch den britischen Soziologen Jock Young im Jahr 1971 Bezug genommen. Dieser stellte einen Zusammenhang her zwischen der unter Befürchtungen geführten Diskussion über einen Anstieg der statistischen Daten zum Missbrauch von Drogen und dem verstärkten Aufgebot von Polizeieinsätzen sowie dem Anstieg von gerichtlichen Verurteilungen in diesem Zusammenhang. Systematisch führte Stanley Cohen in seiner 1972 veröffentlichten Schrift Folk Devils and Moral Panics in das Konzept der moralischen Panik ein. Darin beschreibt er hauptsächlich die Reaktion der Massenmedien und der politischen sowie öffentlichen Akteure auf das Auftreten von sogenannten Mods und Rockern in den 1960er Jahren in Großbritannien. Für den deutschen Kontext wurde das Konzept unter anderem genutzt, um Reaktionen der Polizei und Dynamiken in sozialen Medien infolge der Flüchtlingskrise in Deutschland 2015/2016 zu analysieren.

### Stanley Cohen –Folk Devils and Moral Panics
In Folk Devils and Moral Panics analysierte Stanley Cohen den Ausbruch einer moralischen Panik, ausgelöst durch das deviante Verhalten jugendlicher Gruppen in britischen Kleinstädten. Auslöser der Panik war ein aufsehenerregender Straßenkampf in Clacton, einem Küstenort in Großbritannien. Am Karsamstag 1964 gab es dort Streit, weil ein Barbesitzer die Bedienung einer Gruppe Jugendlicher verweigerte. Daraufhin entwickelte sich ein Handgemenge, ein Pistolenschuss wurde abgegeben und eine Scheibe im Wert von 500 Pfund zerbrach. Die Polizei inhaftierte daraufhin etwa 100 Jugendliche. Die Reaktion der britischen Medien auf diesen Vorfall war enorm. Bis auf die britische Times erreichte das Ereignis die Titelseiten aller bedeutenden britischen Tageszeitungen. Darüber hinaus entwickelten sich in der Bevölkerung Bezeichnungen der jugendlichen Gruppen, als „Mods and Rockers“ und deren Deklaration als gefährliche „Folk Devils“.
Cohen ging bei seiner Analyse von einem Stufenmodell aus. Demzufolge ereignete sich bei den Vorfällen in Clacton zunächst eine anfängliche, als stark deviant charakterisierte Phase, welche später in eine Stufe der Beständigkeit überging. In diesem Zusammenhang untersuchte Cohen die Rolle der Medien nach drei Kriterien:
1. Übertreibung und Verzerrung: Cohen konnte in den Medienberichten eine breite Verwendung von melodramatischem Vokabular und sensationslüsternen Schlagzeilen erkennen. Außerdem bemerkte er falsche Aussagen in den Zeitungsberichten. Beispielsweise veröffentlichte eine Zeitung, dass die Fenster aller Diskotheken zerbrochen waren. Faktisch gab es in Clacton aber nur eine Diskothek, bei der nur einzelne Fenster zu Bruch gegangen waren.[8]
2. Prognosen: Die Zeitungen meldeten Prognosen über mögliche Wiederholungen und Ausbreitungen solcher Unruhen. Dabei gingen sie von Verschlimmerungen der Situation und einer Bedrohung des Friedens aus.[8]
3. Symbolisierungen: Zudem fand eine Symbolisierung der vermeintlichen Täter statt. Beispielsweise wurden Schlüsselsymbole wie Haarschnitte oder Kleidungsstile ihrer neutralen Konnotation entnommen und mit negativen Assoziationen belegt. Dies wurde auch daran ersichtlich, dass vor den Ereignissen in Clacton eine mediale Berichterstattung über Hooligans oder Bandenkriege stattgefunden hatte, welche aber nicht von einem extremen Gefahrenpotenzial dieser Gruppen gekennzeichnet war.

Neben den Medien spielt bei der Entwicklung einer moralischen Panik über jugendliches, gewalttätiges Verhalten das Handeln von Politikern und sozialen Gruppen eine bedeutende Rolle. Im Fall von Clacton wollten die lokalen Politiker die Diskussion über die Vorfälle sowie die damit verbundene Problematik auf nationale politische Ebene bringen. Dazu sandten sie Berichte in das britische Innenministerium, sodass vor dem Hintergrund des Vorfalls und den möglichen Konsequenzen die Thematik im Unterhaus debattiert wurde. Daneben bildeten sich auch lokale Gruppen, die ein effektives Vorgehen gegen das deviante Verhalten forderten.

### Bedeutung im Kontext aktueller Forschung und neue Entwicklungen
Das Konzept der moral panic entstand in den 1960er Jahren aus der Verbindung von Theorieströmungen aus den Bereichen der kritischen Kriminologie, insbesondere dem Etikettierungsansatz, und den Cultural studies.
Cohen fasst sieben Cluster sozial konstruierter Identitäten, in deren Umfeld moralische Paniken häufig auftreten, zusammen:
- junge, gewaltbereite Männer aus der Arbeiterklasse
- Gewalt an Schulen, Mobbing und Amoklauf
- Drogenmissbrauch
- Kindesmisshandlung, pädophiles Verhalten, satanistische Rituale
- Rolle der Medien in Diskursen über Sex und Gewalt
- wohlfahrtsstaatliche Maßnahmen im Kontext alleinerziehender Mütter
- Flüchtlinge und Asylbewerber, die auf Kosten der Steuerzahler leben[10]

Zudem weist Cohen darauf hin, dass die Betrachtung der Medien im aktuellen Forschungskontext der moralischen Panik von großer Wichtigkeit sei. Medien gelten ihm zufolge als erste Quelle der öffentlichen Meinung und produzieren dabei das Wissen über die Devianz der als problematisch bezeichneten Verhaltensweisen spezifischer Gruppen. Nach Cohen erfüllen sie in diesem Zusammenhang drei Rollen:
1. Weichenstellung: Die Repräsentanten der Medien wählen die Vorfälle aus, über die sie berichten werden.
2. Transmission der Darstellung: Innerhalb der medialen Berichterstattung über den Vorfall findet eine Übertragung in eine spezifische Rhetorik statt.
3. Durchbrechen der Stille: Medien treten mittlerweile selbst als Anspruchsteller auf. Beispielsweise lauten Schlagzeilen folgendermaßen: „Would you like a paedophile as your neighbour?“ (The Sun)

In jüngerer Zeit wird der Begriff auch für übertriebene Warnungen vor der Cancel Culture fruchtbar gemacht. Nach Michael Vavrus bezwecke die Moralische Panik vor der Cancel Culture eine Abwehr struktureller Ungerechtigkeiten, indem die Marginalisierten dämonisiert werden. Der Literaturwissenschaftler Adrian Daub wendet in seiner poetologischen Untersuchung zu Texten, die in der Cancel Culture eine Bedrohung der Gesellschaft zeichnen, ebenfalls den Begriff der Moralischen Panik an.

## Merkmale
Ein zentrales Merkmal besteht in der als Spiraleffekt bezeichneten Verlaufsform einer moralischen Panik.
Dieser Spiraleffekt zieht sich folgendermaßen hin: Zunächst entstehen Befürchtungen über das Verhalten einer sozialen Gruppe oder Klasse, welche von Teilen der Bevölkerung als Bedrohung der gesellschaftlichen Werte und der moralischen Ordnung eingeordnet wird. Diese Bedrohung wird daraufhin in einer sensationslüsternen Berichterstattung von den Medien rezipiert und unterstützt dadurch das Ausmaß und die Intensität der gesellschaftlichen Befürchtung. An diesem Punkt folgt eine Reaktion von Autoritäten oder einflussreichen Meinungsmachern, welche zur Unterbindung des Verhaltens aufrufen.
Die Soziologen Erich Goode und Nachman Ben-Yehuda arbeiten in ihrem Buch Moral Panics: The social construction of deviance fünf signifikante Merkmale heraus, welche einer moralischen Panik inhärent sind.

### Besorgnis
Innerhalb der Gesellschaft entstehen Befürchtungen über das spezifische Verhalten einer Gruppe. Dieses wird von den einzelnen Gesellschaftsmitgliedern als abweichend und bedrohlich empfunden. Die Befürchtungen kommen in Form öffentlicher Umfragen, Medienkommentaren, Gesetzgebungen oder sozialen Bewegungen zum Ausdruck.

### Feindseligkeit
Es liegt eine kollektiv geteilte Feindseligkeit gegenüber der als Bedrohungen und als grundsätzlich bösartig empfundenen, gesellschaftlichen Gruppe oder Klasse vor. Dabei entsteht eine Abgrenzung zwischen „uns“ und „denen“, welche durch die Bildung von Stereotypen verstärkt wird. Diese Stereotypenbildung weist in ihrer Struktur Ähnlichkeiten zu der Bildung von Stereotypen auf, welche im Rahmen von Verdächtigungen gegenüber Kriminellen durch die Polizei verwendet werden.

### Übereinstimmung
Da Gefahr eine subjektiv wahrgenommene Größe darstellt, kann es keine klare Definition darüber geben, wann deren Ausmaß grundlegende, moralische Werte ernsthaft bedroht. Zu welchem Zeitpunkt von einer Gefahrensituation gesprochen werden kann, ist relativ. Demzufolge gilt für das Auftreten einer moralischen Panik, dass ein substantieller Teil der Bevölkerung Besorgnis über das Verhalten einer gesellschaftlichen Gruppe zeigt und diese Sorge von spezifischen Akteuren zum Ausdruck gebracht wird.

### Disproportionalität
Disproportionalität beschreibt die Unverhältnismäßigkeit zwischen dem in der Gesellschaft subjektiv wahrgenommenen und dem objektiven Ausmaß der Gefahr. Der Aspekt der Disproportionalität ist umstritten, da es sich hierbei um eine Größe handelt, die praktisch nicht messbar ist. Kritiker, vor allem Vertreter des Sozialkonstruktivismus gehen davon aus, dass Disproportionalität sozial konstruiert ist und objektiv gesehen eine leere Hülle darstellt. Die empirische Validität ist folglich fragwürdig. Yehuda und Goode zufolge kann ein gewisses Ausmaß an Disproportionalität allerdings mittels einer Gegenüberstellung von empirischem Datenmaterial und den im öffentlichen Diskurs geführten Aussagen festgestellt werden.

### Ausmaß
Das Ausmaß einer moralischen Panik ist temporär begrenzt und von schwankender Intensität gekennzeichnet. Die dabei aufkommende extreme Feindseligkeit von Bevölkerungsteilen gegenüber sozialen Gruppen hält nur über einen begrenzten Zeitraum an. Oftmals bricht eine moralische Panik eruptiv aus und kann anschließend wieder zügig verschwinden oder, nachdem sie ihren Lauf genommen hat, institutionalisiert werden. In Zeiträumen, während derer die Besorgnis anhält, können Phasen moralischer Panik hintereinander auftreten. Anhand der Charakteristika Dauer und Schwankungen kann eine moralische Panik von anderen, öffentlichen Befürchtungen über mögliche Gefahren unterschieden werden.